# 群岛海

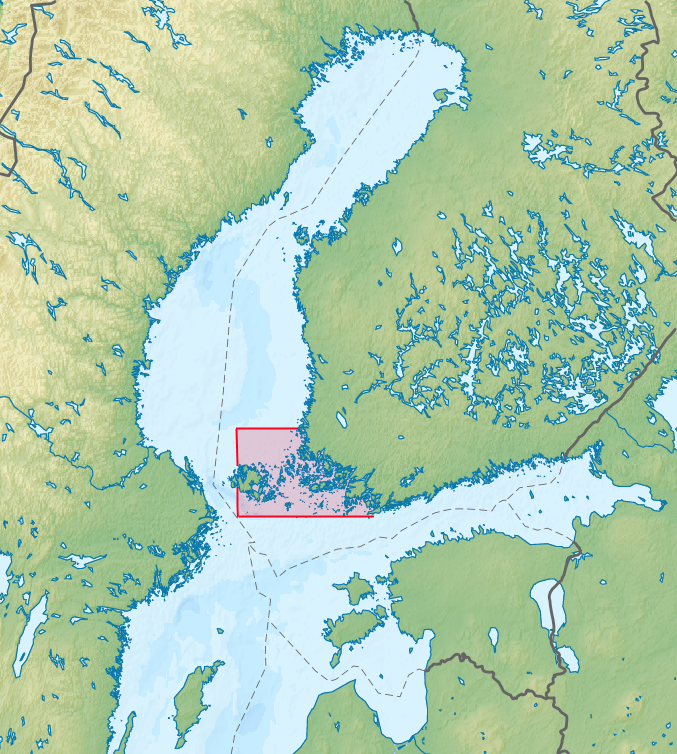
波罗的海中群岛海被标以红色标志。大部分岛屿在此比例尺下不可见。

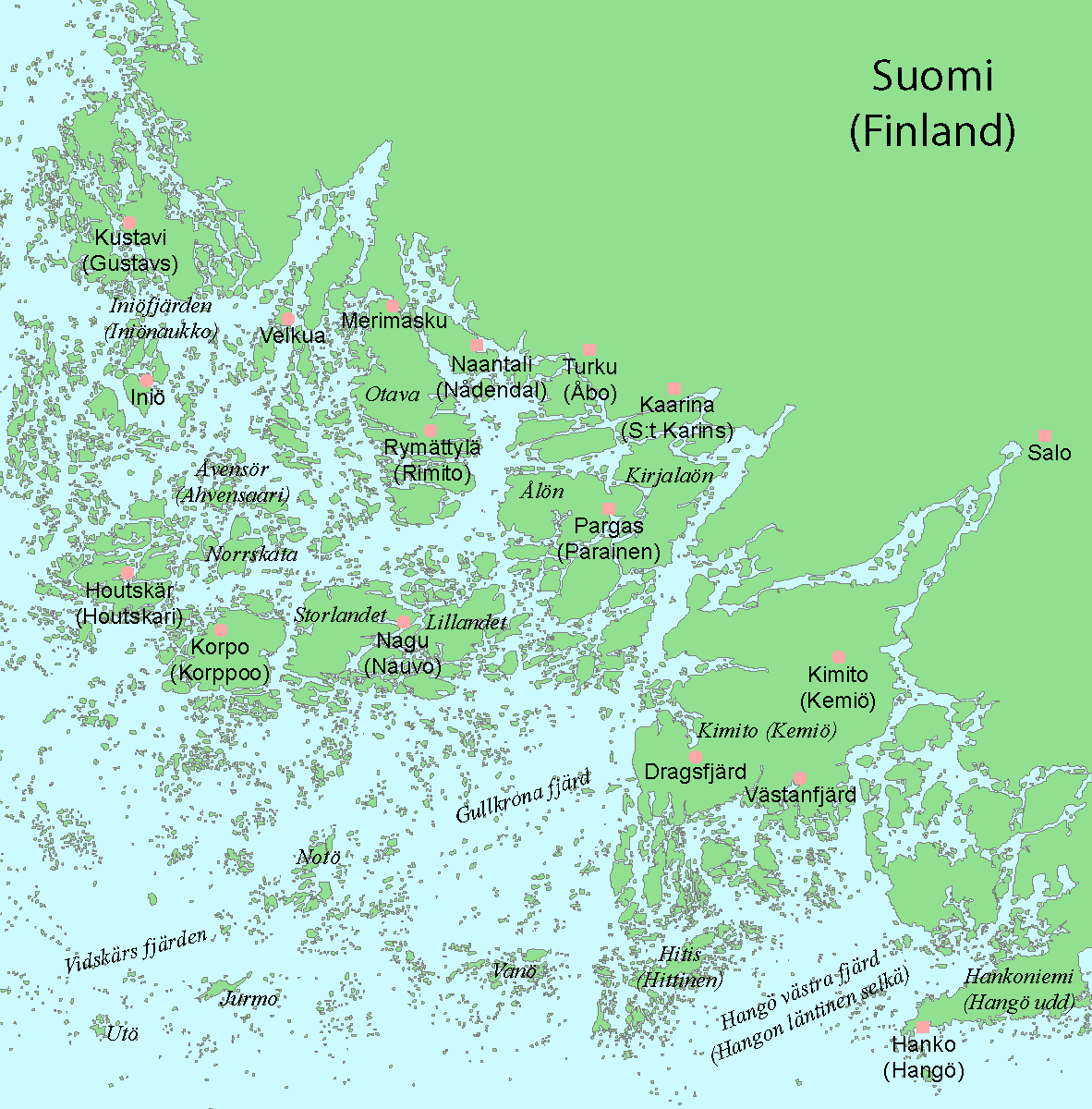
群島海東部的地圖

60°18′N 21°00′E / 60.3°N 21°E
群島海（芬蘭語：Saaristomeri）是波羅的海的一部份。位於波的尼亞灣和芬蘭灣之間的芬蘭領海。群島海中的島很小，而且聚集在一個細小的區域；但是以島的數量計，群島海是世界最大的多島海。群岛海的地貌主要由冰川作用构造而成。
海域中较大的一些岛屿有居民居住，并有轮渡和桥梁连接。包括本海域中一些较大岛屿的奥兰群岛是芬兰的一个自治区域。其它的岛屿则属于西南芬兰区管辖。群岛海也是著名的旅游胜地之一。

## 地理与地貌

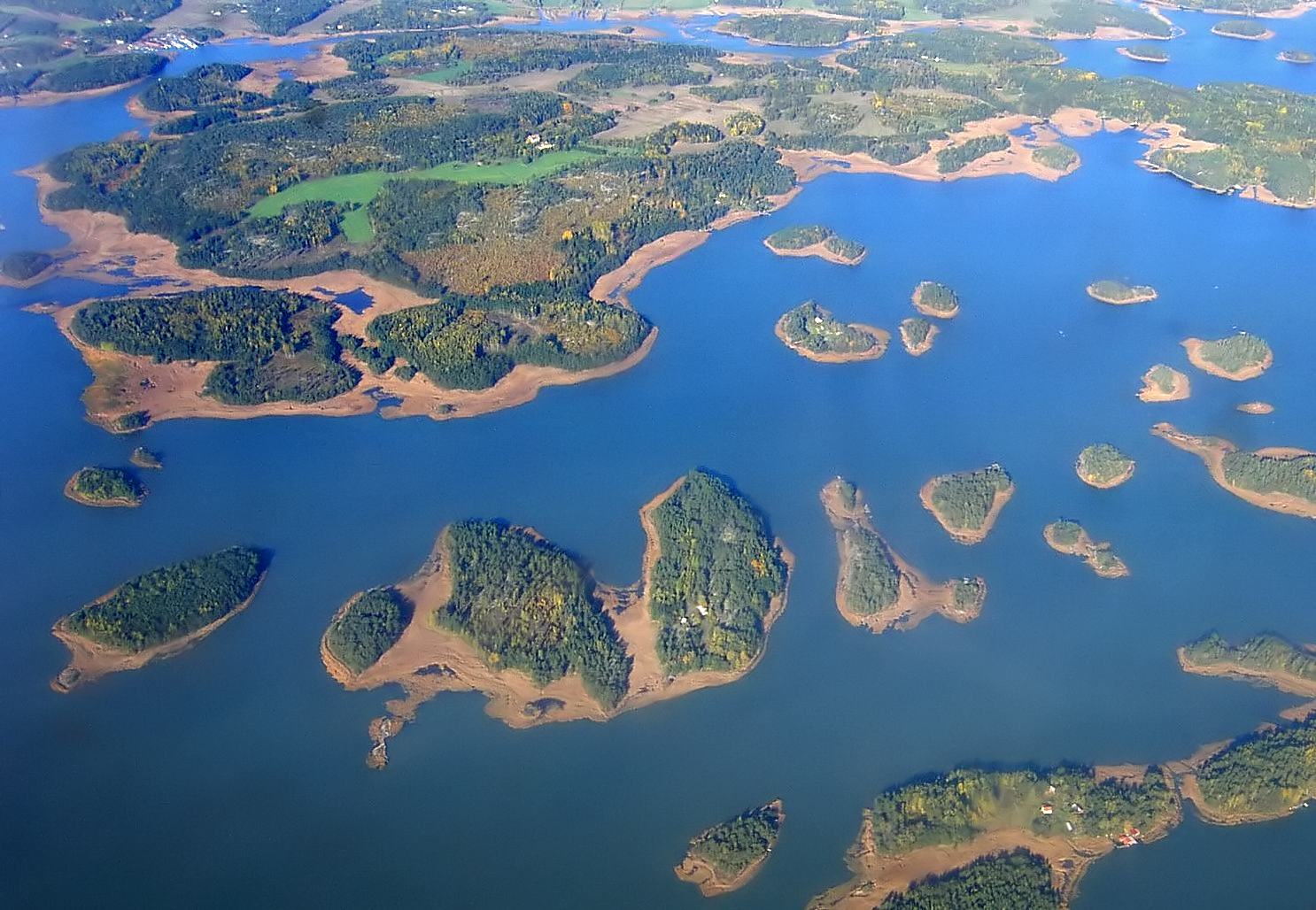
内群島上树木茂密。照片拍摄于秋季，岛屿周围的芦苇已经变成了褐色。

群岛海大致位于玛丽港、新考蓬基和汉科三城构成的三角区域中。整个区域可分为内群岛和外群岛，外群岛主要由一些无人居住的小岛构成。
群岛海拥有数量众多的岛屿，具体的数字则取决于“岛屿的定义”，而该水域中则包括有从露出水面的小石块到有几个村庄甚至是一座小镇的大小不一的“岛屿”。群岛海中大于1km²的岛屿有257个，约0.5公顷的小岛则有18000个。如果把无人居住的岩石和岩礁算在内，则估计数目为50000个。加拿大北极群岛拥有36563个岛屿；而据印尼海军水文海洋学办公室统计，印度尼西亚则拥有17508个岛屿。
群岛海中的岛屿在最后一个冰川期过后不久出现。由于冰期后地壳反弹仍在发挥作用，导致新的岩礁和岛屿逐渐产生、旧的岛屿逐渐增大或合并。当时的回弹率为每年4～10毫米。 由于岛屿主要是由坚硬的花岗岩和片麻岩两种岩石构成，侵蚀作用明显慢于回弹。群岛海的水域浅，平均只有23米深，大多数的水道都不能容纳大型船舶航行。
群岛海中有三个火山口状的地形。其中之一，位于奥兰的仑帕勒兰，是一个撞击坑。（60°8′22″N 20°7′37″E / 60.13944°N 20.12694°E）另外两个则是岩浆侵入作用形成的。其中比较知名的是位于布伦德的Åva侵蚀，因为其在卫星地图和高分辨率的地图上比较容易辨认。（60°28′19″N 21°1′0″E / 60.47194°N 21.01667°E）另一个是位于两个主岛Houtskär和Iniö之间的Fjälskär。（60°18′25″N 21°22′18″E / 60.30694°N 21.37167°E）

## 人口和行政区划
群岛区域分为由西南芬兰区和奥兰自治区之下管辖的两部分。区界大致沿一个叫基赫蒂（Kihti）相对开放的海域划分。这个区域与瑞典海岸附近的一些岛屿共同组成一个欧洲跨界区域。区域内的主要港口是在大陆上的图尔库和位于奥兰群岛上的玛丽港。
奥兰为自治的非军事区。它有其区域议会，并以瑞典语作为官方语言。区域议会权力范围广泛，包括卫生服务、教育、环境和邮政服务等。货币和外交政策则由芬兰议会署理。从理论上而言，芬兰总统有权否决由奥兰区域议会通过的法案。
群岛区域有常住居民约为60,000人，其中有27,000人住在奥兰。该地区大部分市镇都是使用单一瑞典语或是主要使用瑞典语。位于大陆上的主要港口是图尔库，而奥兰岛上的则为玛丽港。
由于景色秀丽，许多芬兰人都前来进行夏日度假，因此在夏季，许多岛屿上的人口是平时的两倍多。和常住居民不同，度假者通常为芬兰语使用者。芬兰总统的夏季官邸黄金海岸位于楠塔利市的卢昂农玛岛上。
在群岛区域的人口统计中，一个有趣的专题是双胞胎的数目。异卵双胞胎的出生部分出于遗传因素，而群岛区则提供了必要的基因。在18和19世纪。该地双胞胎的出生率高于欧洲其他任何一个地方，也极大的高于芬兰本土。而原因则应归于捕鱼。鱼类含有极高的蛋白质和不饱和脂肪。这补充了农作物的不足。因此，双胞胎出生的概率也非常高。
群岛的东半部由基地位于图尔库的群岛海海军司令部卫戍，主要装备是水雷和海岸炮。两者在群岛区域都十分有效，此处密集的岛屿严重阻碍了入侵船只的操作。奥兰自治区是非军事区，芬兰武装力量禁止进入，故该处居民可免服兵役。

## 經濟及交通

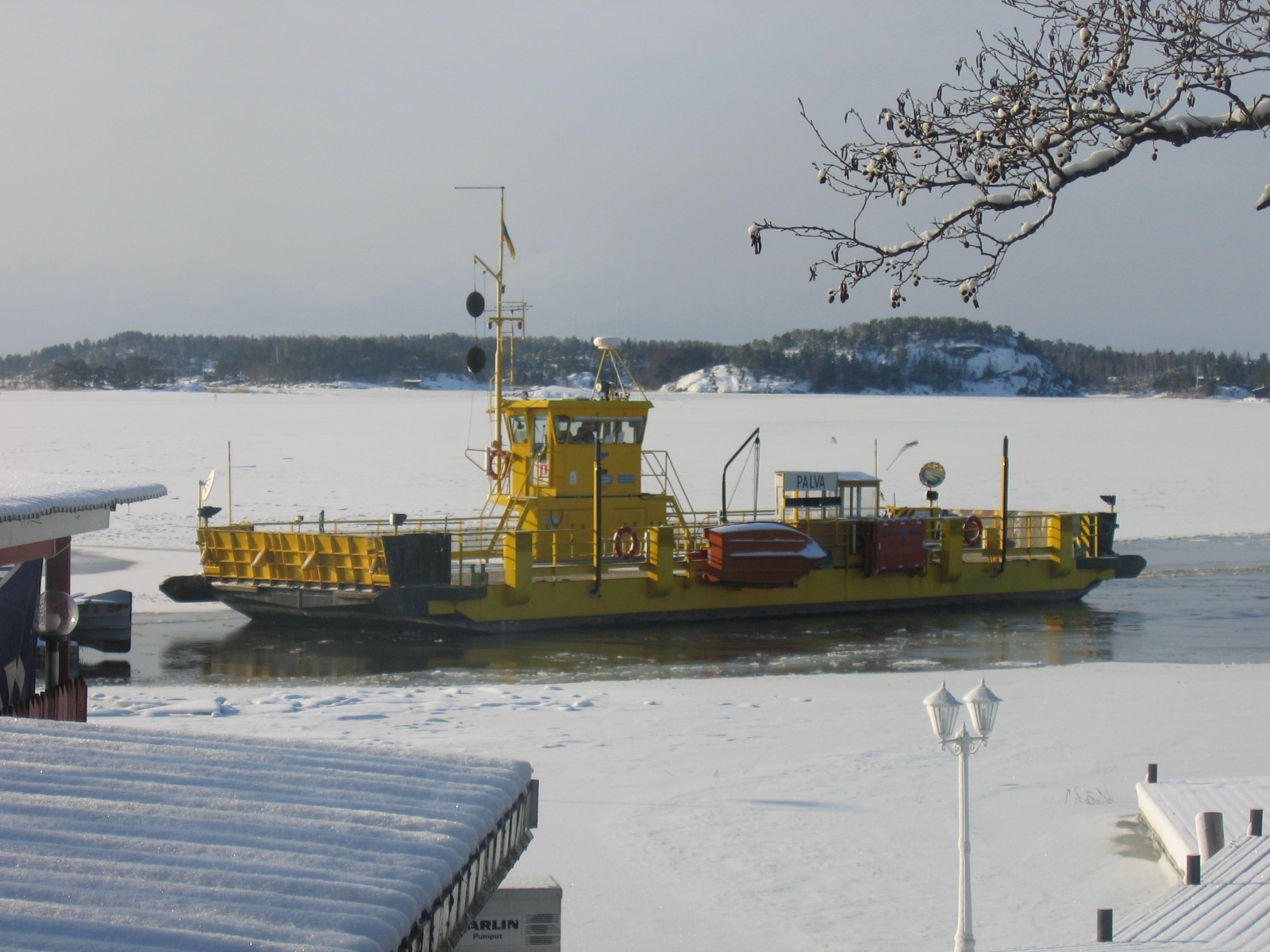
冬日的“黃”渡輪

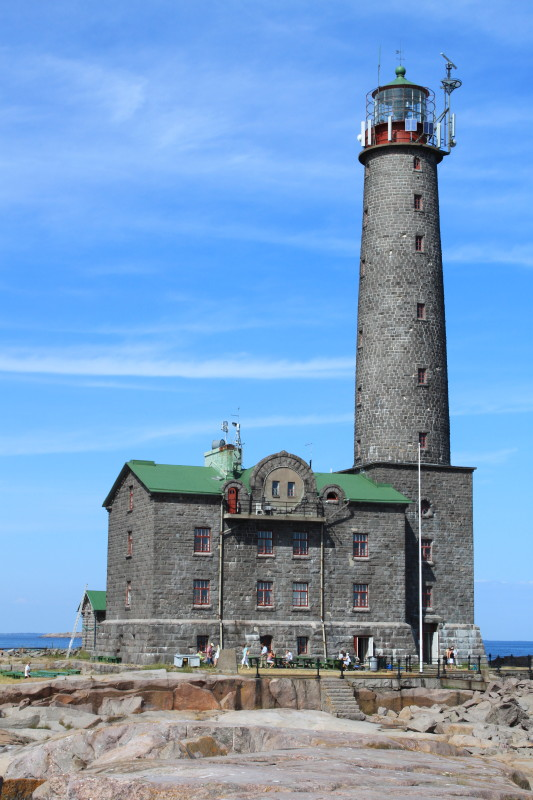
本特礁灯塔

群島海普遍被认为比芬蘭大陸享有較高的生活水準。捕魚和渔业加工是主要行業；群島海生產的波羅的海鯡魚和虹鱒產品是人所共知的。島嶼面积过小以及其多石的自然环境限制農業的發展。然而群島海的氣候比芬蘭大陸對農業更有利。一些島嶼，尤其是吕迈蒂莱，以生產夏季的首批成熟馬鈴薯而聞名于邻近的大陆区域。旅遊業對群島海的經濟發展，扮演着愈來愈重要的角色。
群岛海上基赫蒂（Kihti）一面的“芬兰”社区由群岛环路，即一些桥梁和渡轮连接。较远的岛屿有轮渡连通，在奥兰有一座小型机场。渡轮分为两类。“黄”渡轮（芬兰语：lossi）为免费乘坐，并开通于临近（大型）岛屿的短途交通。它们的结构像筏子一样。“白”渡轮（芬兰语：yhteysalus）像轮船一样，需要付少许船费。它们用于几个较小的或遥远的岛屿之间的长途交通。大型渡轮从芬兰城市图尔库和赫尔辛基连接到奥兰和瑞典。
在寒冷的冬季，由于海面结冰，有些岛屿之间会修建正式的冰上公路。这大大简化了交通，这样的话仅仅驾驶汽车（如果冰层够厚的话甚至可以是厢型车）便可行走于大陆和岛屿之间。另一方面，在春秋两季冰层稍稍融化（芬兰语：kelirikko）、不能行走而船却不能破冰时，会导致一些岛屿在数天或数周缺乏可供大型船只停泊的码头。这时只有滑水器、气垫船或直升机才能到达。
许多重要的海上航线穿越群岛海。星罗棋布群岛和深浅不一、无数的岩礁使航行变得愈加危险。因而岛屿上遍布着不同规模的灯塔和航海标记。引航业务由国家承担。

## 文化

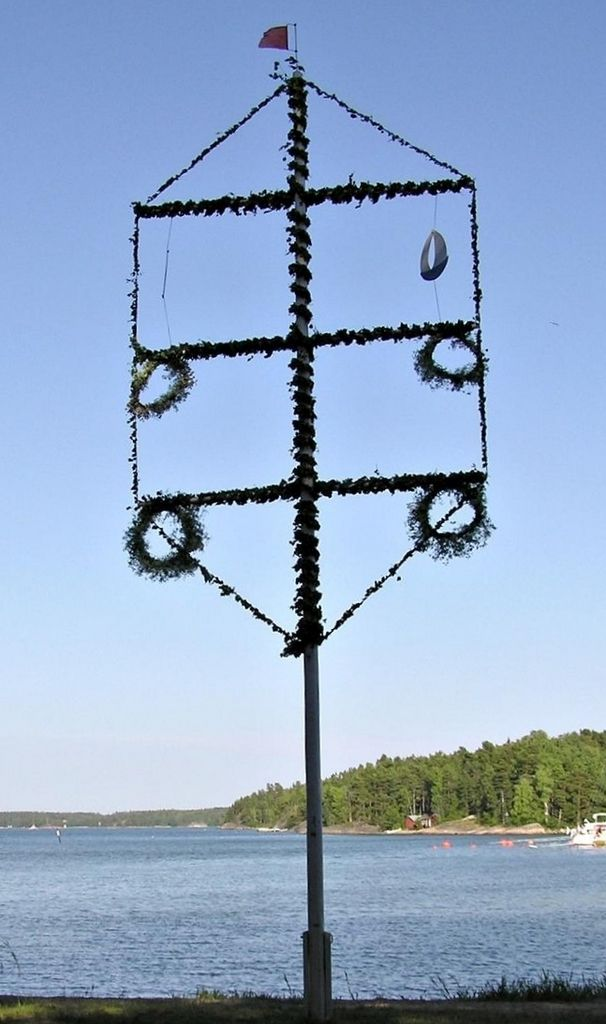
五朔节花柱

群岛海的文化相似于讲瑞典语的芬兰沿岸地区。许多典型的芬兰文化，比如桑拿在岛屿文化中根深蒂固。然而，两地文化也有微妙的不同。五朔节花柱在该群岛是仲夏节不可或缺的组成部分，在芬兰大陆却并非如此。另一方面，芬兰大陆仲夏节点亮篝火的传统近年来也传播到了该群岛。
基于语言的不同，群岛的文化可以分为三部分。在西部的奥兰群岛使用的是单一的瑞典语，南部的奥布兰群岛大多数人使用的是瑞典语，而北部的群岛则使用的是芬兰语。
由于当地基督教的传入早于芬兰大陆，所以大多数岛屿上的教堂都比较古老，可追溯到13、14和15世纪。最老的教堂位于奥兰。超过80%的芬兰人是芬兰福音路德教会的成员，而由于该地不是东正教或天主教的教区而使得这一比率甚至更高。
群岛地区的饮食文化和芬兰大陆本土的饮食文化类似。当然，当地饮食对鱼类有所侧重，特别是鲱鱼、鲑鱼和虹鳟。该地也以传统的黑面包闻名，其成分主要是酪浆、糖浆和麦芽。当地圣诞节大餐的主要菜色通常是白斑狗鱼，而不是在芬兰大陆作为圣诞主餐的火腿。每个圣诞节科尔波的渔民们都为总统提供狗鱼。

## 自然和保护

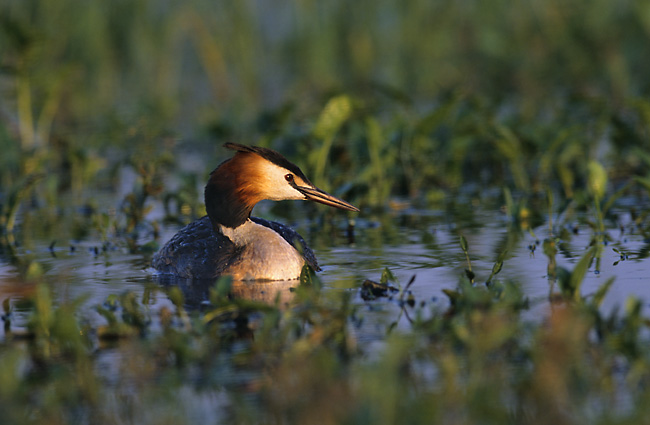
鳳頭鸊鷉

這些島嶼為野生生物提供獨特而多樣化的環境。較大的島的環境近似芬蘭本土的沿海岸地區，而岛礁的環境則完全不同。在較小的島上，雖然沒有樹木，但仍有大量植物生長。当地多阳光，植物有相对较长的生长期，并有海鸟粪作肥料。另一方面，常年的风和贫瘠的土壤又限制了植物的生长。波罗的海极低的盐度使得波浪冲向岸边的海水来灌溉植物。虽然大部分岛屿是岩石，但有些实际上是薩爾保斯冰磧嶺的延长部分，而这是终碛的构成部分。这样的岛屿包括Örö岛和Jurmo岛。这些岛上的植物相和动物相比临近的岩石岛屿更具多样性。
作为岛屿构成基础——岩石，其特性导致在一个小岛各部分的环境条件甚至可以完全不同。在一个直径不过数十平方米的小岛上，可能有一小片淡水沼泽、一池塘的淡水、一池塘的半海水、灌木丛、草甸、贫矿岩体、风蚀海岸和被环抱的小海湾。许多植物由于环境而转变成为了表现型。例如，小岛上刺柏的高度低于半米，却可以覆盖数平方米的面积。
这些岛屿也是海鸟们的天堂。海鸟的物种包括疣鼻天鹅、黑海鸽、鳳頭鸊鷉以及各种海鸥。最近，鸬鹚也迁徙到了该群岛，它们的种群正在扩大。在自然保护主义者看来这不一定是件好事，因为鸬鹚是密集的群居，而它们的排泄物则可能毒害其他的生物。
对环境最大的威胁是农业和养殖渔业导致的富营养化。这在芬兰得到了部分控制，但其效果则由于波罗的海的环境条件而不佳。
群岛的许多区域能够幸免于人类活动之外仅仅是因为它们地处偏远。群岛海南部区域属于群岛海国家公园的合作区域，另外群岛海地区也有许多小的自然保护区，这些保护区只允许在春夏季才能登陆。

## 历史

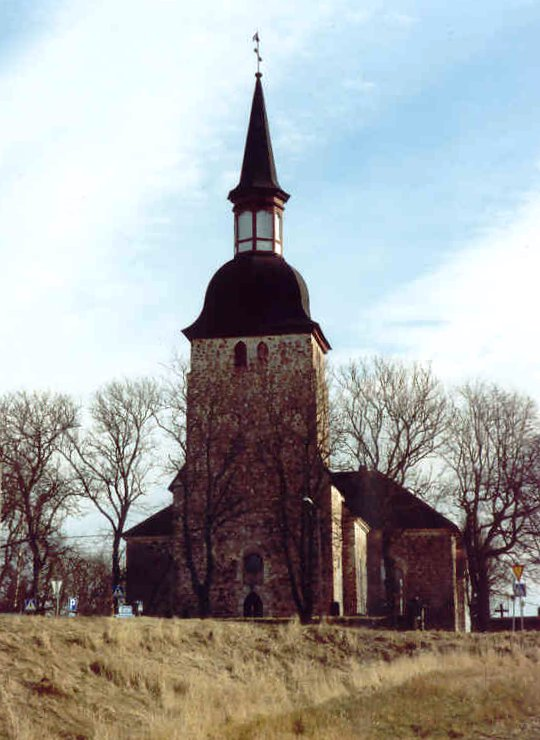
约马拉教堂，可追溯于13世纪，是芬兰最古老的堂区教堂

该群岛于10,000年前露出海平面（当时称为约迪亚海）。在Dragsfjärd上发现的最早的考古遗址可追溯到公元前4000年。在该时期，外群岛的制高点由主群岛的赫特斯卡利、考勒普和纳沃组成。由于冰期后地壳反弹作用使这些岛屿上升了大约25米，并产生了更多的岛屿，而且使已存在的岛屿面积扩大。
在12和13世纪瑞典控制了群岛海区域。与此同时，基督教开始从群岛区域和临近海岸的地区开始传播至芬兰。这些岛屿具有重要的战略价值，它控制着斯德哥尔摩、图尔库和整个波的尼亚湾。因此瑞典帝国在中世纪时期强化了在该群岛的统治。在16和17世纪，该地成为了通向北方皇家邮递干线的必经之地。1809年，瑞典被迫将该地割让给俄罗斯，成为芬兰大公国的一部分。
1808年瑞典和俄罗斯爆发了芬兰战争。4月，俄罗斯占领了包括奥兰之内的群岛区域。不久，当地居民因为被没收船只而大为愤怒，开始了暴乱活动。5月，俄军清除了前来群岛区域助阵的瑞军。而瑞军则将该地作为反攻芬兰大陆的中转站。直到战争结束之时该地仍然归属于瑞典控制，但其后的腓特烈条约则规定将该区域和整个芬兰大陆割让。群岛海地区则成为了俄罗斯帝国控制下芬兰大公国的一部分。
在克里米亚战争中，英法联合进攻并摧毁了奥兰的Bomarsund城堡。在1856年的奥兰公约中将群岛海的奥兰区域划归为非军事区。该地区时至今日亦如此。
芬兰自1917年从俄罗斯独立。不久，瑞典声称群岛海西部讲瑞典语的奥兰群岛的主权。该主张在瑞典得到了不同程度的支持，但导致了奥兰危机。为解决问题，请求了国际联盟的帮助。1921年国联不顾多数奥兰人的反对而将整个群岛的主权划归芬兰。然而，奥兰被给予了高度自治，它的非军事状态也依旧保留。
1939年苏联在冬季战争中入侵芬兰。在1940年战争结束时芬兰被迫将群岛海最东部的汉科租借给苏联作为其军事基地。1941年继续战争爆发。芬兰在奥兰布军以防止苏军进攻，但效果不佳。芬兰武装也在苏军撤退的后一年包围了汉科。直到战争结束的1944年，芬军一直驻扎在奥兰。
1995年芬兰加入欧洲联盟。在奥兰的公投由于可能产生不同结果而独立进行。奥兰人拒绝加入欧盟的决定可能会造成像丹麦属地格陵兰这样本身非欧盟地区反对的局面。然而，公投的结果是赞成加入。
在不同历史时期群岛海地区的人口有显著的不同。直到16世纪上半叶其人口保持增长状态。之后，由于战争和瘟疫导致环境承载力下降而使人口下降。19世纪，由于新式捕鱼方法的传入使得人口急剧膨胀。20世纪，由于城市化因素，人口又开始下降，特别表现在一些小岛。许多更小的岛屿甚至完全无人居住。近几十年来，群岛区域的夏季度假村又激活了局部地区。

## 风光集锦

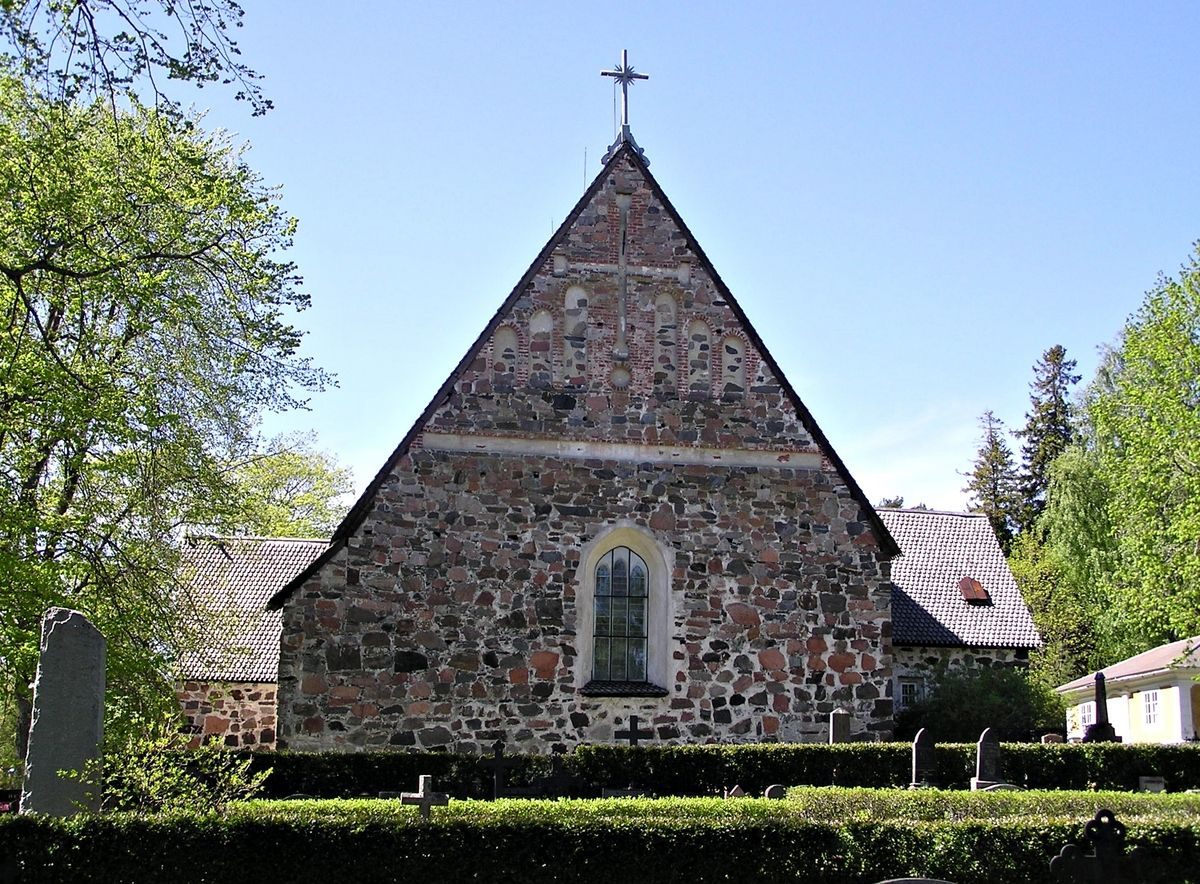
建于15世纪的纳沃教堂
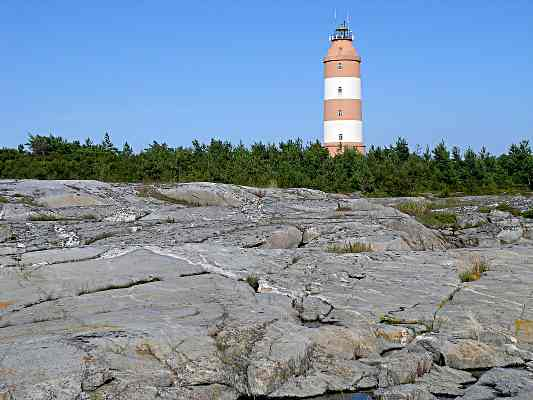
库斯塔维的Isokari灯塔
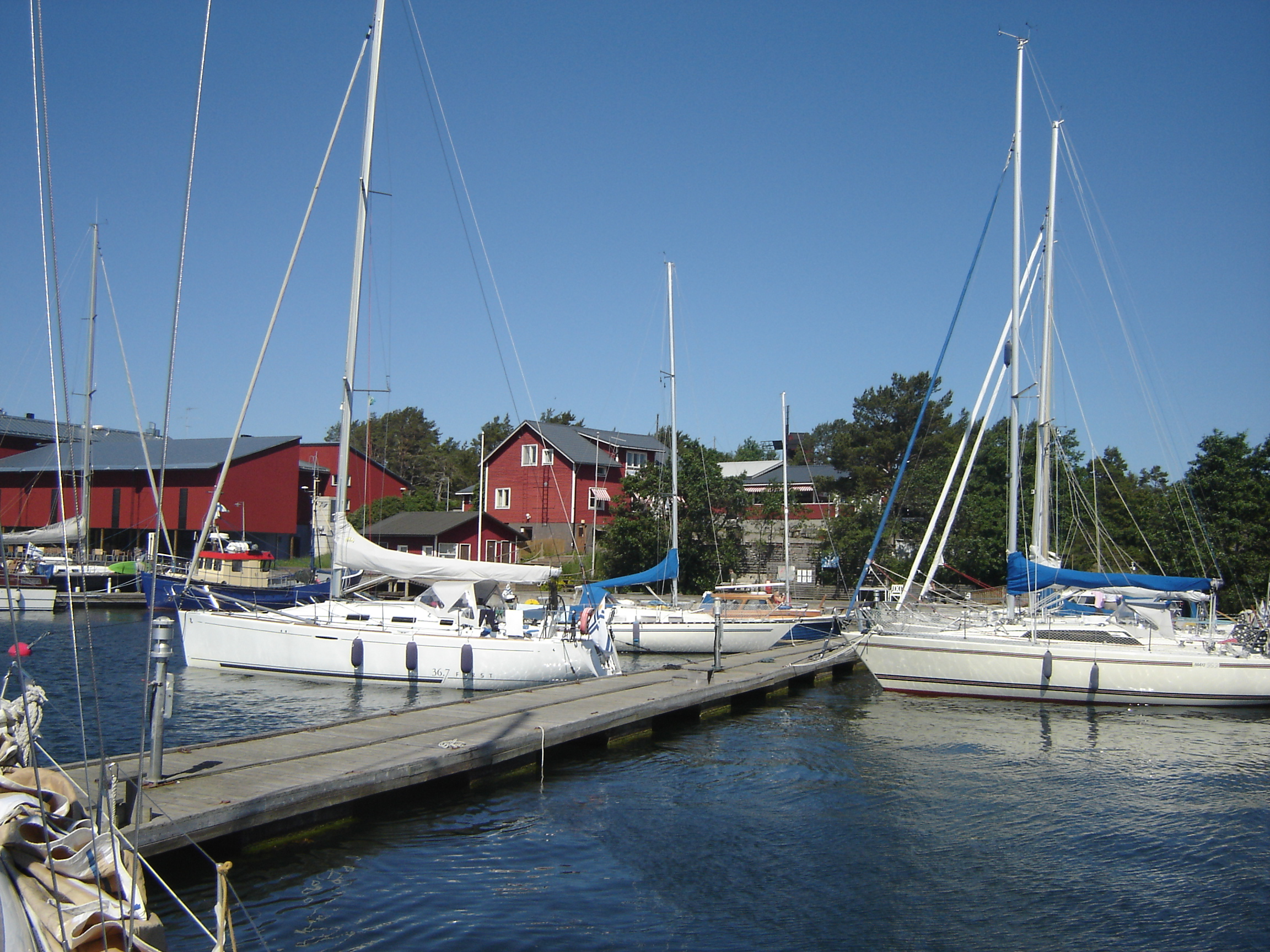
考勒普的小游艇船坞
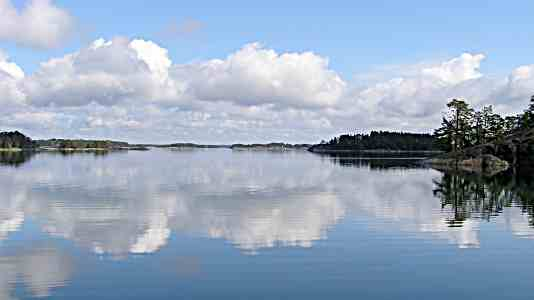
汉科以西25公里的Hiittinen
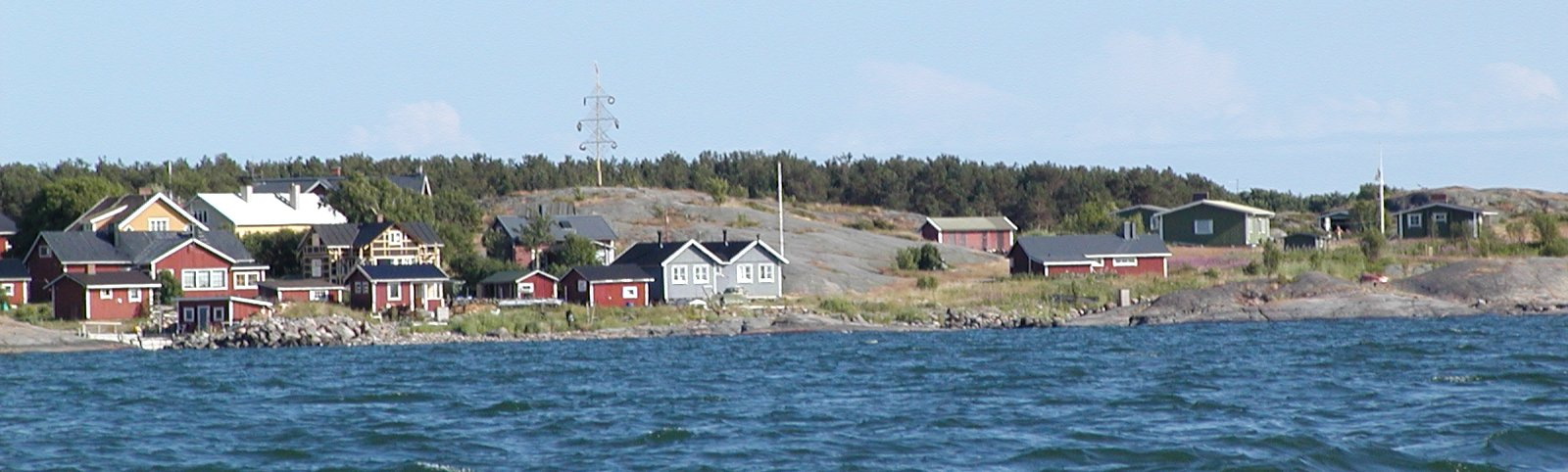
Jurmo岛上的一个村庄
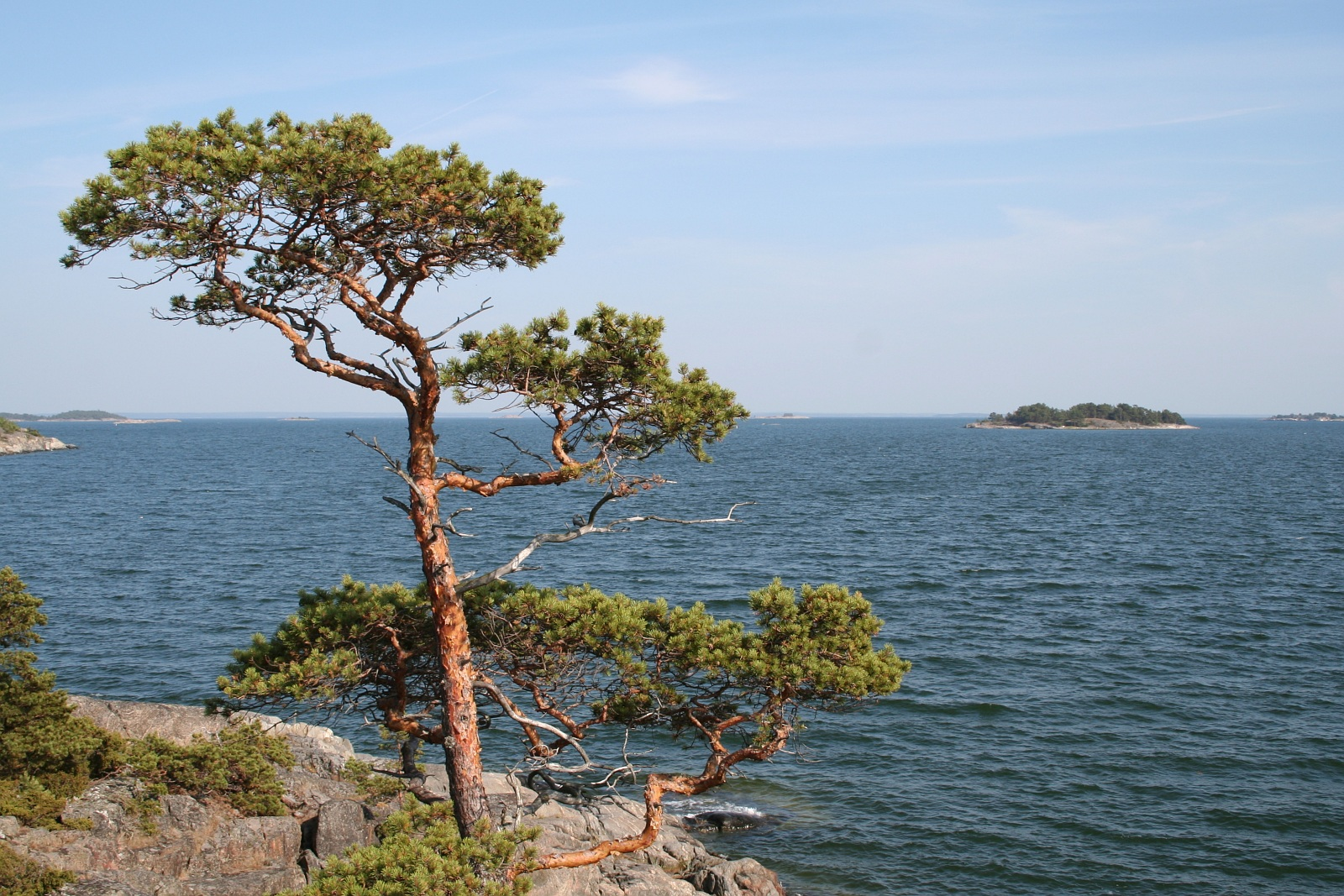
位于Gullkrona外群岛的岩石列岛